# Русь уходящая
«Реквием. Русь уходящая», обычно просто «Русь уходящая» (первое название — «Реквием») — неосуществлённая картина Павла Корина. Является центральным, но так и не завершённым произведением Корина. Художник работал над ней несколько десятилетий, в 1925—1959 годах, создав множество этюдов (в собрании Третьяковской галереи).

## Незавершённость
С 1925 по 1937 год Корин создаёт серию подготовительных портретных этюдов для картины, а с 1935 по 1959 год работает над главным эскизом. Этот эскиз в итоге даёт представление о замысле композиции.

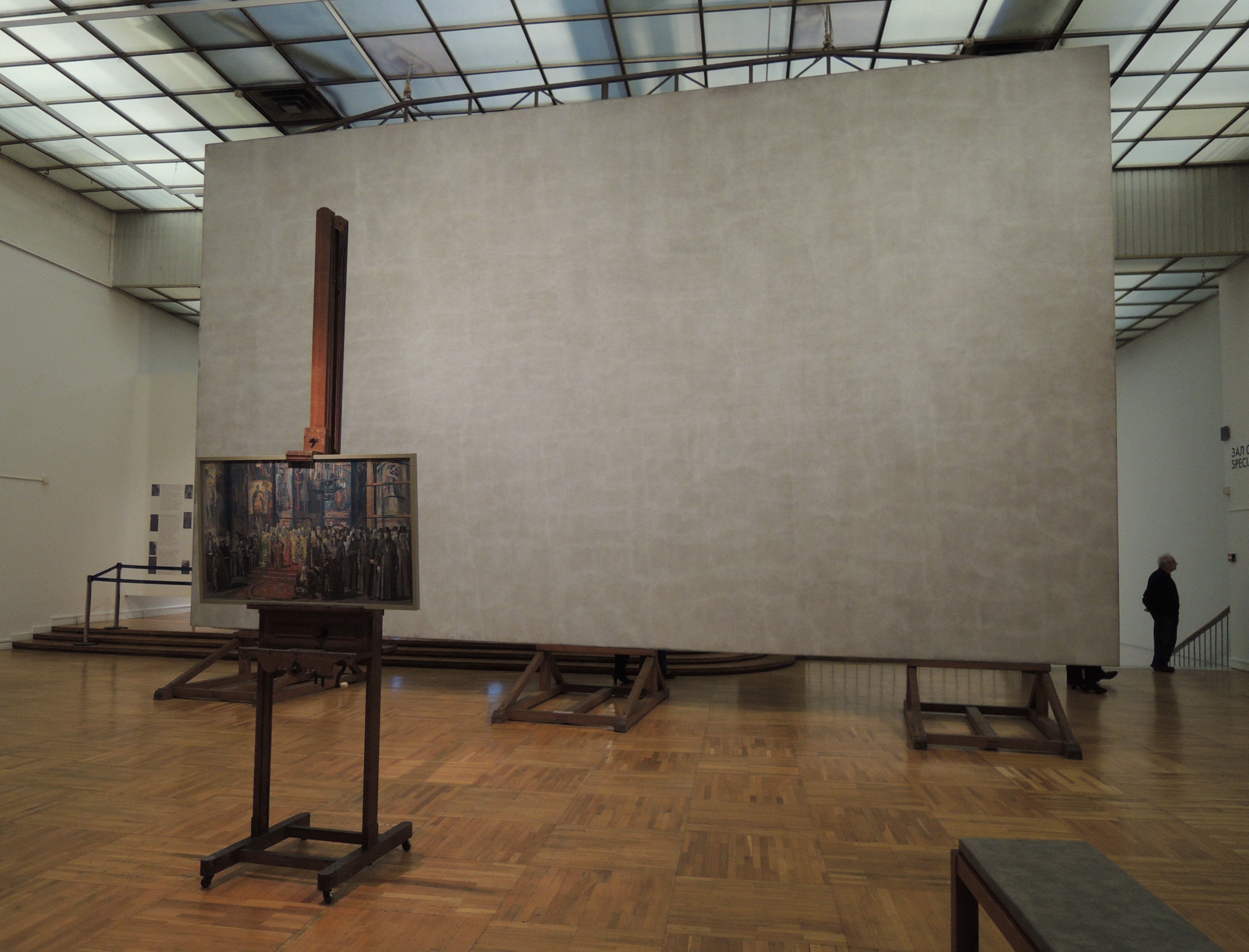
Пустой холст (рядом — небольшой эскиз) на выставке в ГТГ (2013)

Всего Корин сделал 29 подготовительных портретов и этюдов. Однако предназначенный для картины гигантский холст (450 х 941 см) остался нетронутым к моменту смерти художника в 1967 году, простояв в мастерской художника 27 лет. Этот холст «органично приобрёл в современном искусстве самостоятельный статус. Он экспонируется на выставках наряду с законченными работами художника, сегодняшние критики снова и снова пытаются осмыслить значение этой ненаписанной картины: это и „икона гигантского света“, и антитеза „Чёрному квадрату“ Малевича».
«Чистота холста — вопрос спорный, поскольку имеется многочисленный материал, что Корин над ним постоянно работал (…) Это было не создание картины, а своеобразной работой над объектом: он заказывал подрамник, который сам по себе является художественным произведением, придумывал конструкцию фиксации холста под определённым углом наклона, разработал вместе с мастерами Академии Художеств высокие лестницы, которые позволяют работать сидя на самом верху у этой картины. Он постоянно занимался грунтовкой холста — перешкуривал его, перегрунтовывал. Сам холст является невидимым, но всё-таки полем воздействия его рук», говорят в музее.
Огромный цельный, бесшовный холст удалось получить только после нескольких неудач. Реставратор Степан Чураков, ученик Корина (персонаж одного из этюдов): «подрамник был сделан особый, по расчётам Евгения Васильевича Кудрявцева, заведующего реставрационной мастерской Третьяковской галереи».

### Судьба холста и этюдов
Все материалы, включая гигантский холст, натянутый на подрамник, но оставшийся белоснежным, хранятся в Доме-музее П. Д. Корина (филиал ГТГ с 1968 года, после смерти художника по его завещанию).
К открытию музея Корина в 1971 году в его мастерской была создана экспозиция, построенная вокруг пустого холста: эскизы к «Руси уходящей» поставили на мольберты, некоторые — напротив холста. «Есть явно постановочная фотография, где Корин стоит напротив холста с выставленными эскизами. Но в большинстве воспоминаний пишут, что они стояли за холстом — он выносил их только для тех, кому доверял». Такие показы производили на гостей дома на Пироговке неизгладимое впечатление: Мария Реформатская описывает свои впечатления от мастерской в 1950-е годы: «Громадный нетронутый холст стоял, почти пугая своей белизной, поодаль стояли высокие и пустые стремянки, а на полу, диагонально, но симметрично, радиусами расходились ряды портретов. И… впечатление было такое, что на вас „шёл Бирнамский лес“ в виде фигур: чёрных, серых, с мощными суровыми взглядами… Портретный цикл и белый холст были единым целым… В нетронутости холста была идея благоговения к большой картине, к пластам русской традиции, которая просвечивает в творчестве Корина, воспринимавшего себя и как художника, и как в определённом смысле миссионера от искусства».
Поскольку дом-музей долгие годы находится на реконструкции, материалы остаются недоступными для просмотра.
В 2013 году Третьяковская галерея показывала этюды на выставке «Реквием». К истории «Руси уходящей» на Крымском валу. Этюды были развешены в авторском порядке, известном по фотографиям. На ней также были представлены записные книжки, зарисовки и архивный фотоматериал. «Мы подходим к „Реквиему“ не как к законченному или незавершённому произведению Корина, а как к особому художественному проекту, которым он занимался на протяжении практически всей жизни», — сказала тогда об экспозиции куратор проекта, заведующая отделом живописи XX века ГТГ Наталья Александрова.
Проект новой экспозиции после реставрации здания предусматривает отдельный зал, посвящённый картине, центром которого будет опять-таки пустой холст. По словам Татьяны Гафар (замдиректора ГТГ по малым музеям), темой экспозиции в помещении мастерской будет именно «Мастер и его картина». «Мы хотим оставить белый холст к „Руси уходящей“, чтобы люди уходили с этим вопросом, ведь музей — место, которое задаёт вопросы (…) Мы покажем их и в мастерской, и в выставочном пространстве в бывшей столярной. Я прекрасно понимаю, что многие люди станут говорить, что было по-другому. Наоборот, мы [сначала] хотели сделать так, как было при хозяине — эскизы не были видны», — сказала она в интервью 2021 года.

## История работ
В общей сложности Корин работал над картиной с 1925 по 1959 год: до 1937 года он писал портреты, а с 1935 по 1959 год — работает над вариантами главного эскиза.
Мысль о создании полотна возникла у Корина — верующего человека, происходившего из семьи иконописцев, когда он вместе с Михаилом Нестеровым в 1925 году присутствовал на похоронах патриарха Тихона в Донском монастыре. На церемонии прощании, длившейся пять дней, присутствовали тысячи людей, несмотря на то, что в 1925 году подобное было опасным. Также в воздухе витал вопрос, что будет с русской церковью теперь, после смерти патриарха? (Действительно, следующего патриарха разрешили избрать только в 1943 году, до этого был назначен местоблюститель). Корин захотел запечатлеть это прощание с уходящим миром, дореволюционной Россией. За конкретным событием Корин, по собственным словам, увидел нечто большее — «церковь выходит на последний парад».
В тот же вечер прямо с натуры Корин сделал несколько карандашных набросков в блокноте и записал: «Это же картина из Данте! Это Страшный суд Микеланджело!.. Написать всё это! Не дать уйти! Это — Реквием!»
Выслушав однажды исполнение «Реквиема» Берлиоза, Корин записал в записной книжке: «Вечер. Колонный зал. „Реквием“ Берлиоза. Помни „День гнева“. Какое величие! Вот так бы написать! „День суда, который превратит мир в пепел!“ Какая музыка! Этот пафос и стон должен быть в моей картине, гром, медные трубы и басы. Этот почерк должен быть».
Одним из первых этюдов к картине стал портрет старика Гервасия Ивановича, выполненный в том же 1925 году. Однако церковные иерархи поначалу не соглашались позировать: помог Нестеров, уговоривший своего духовника, митрополита Трифона, после этого Корину стали позировать и другие иерархи Москвы. «Если он выберет кого-нибудь, то просил епископа „благословить“ идти того, кого он выбирал… Епископ просто посылал „за послушание“ идти и позировать художнику», вспоминала вдова художника.
Корин тем временем отказывается от первоначальной мысли писать похороны патриарха Тихона. Его замысел в итоге — «Церковь выходит на последний парад». Изначально композицию художник представлял в виде шествия людей на фоне пейзажа. Её темой был последний суд, он называл этот вариант композиции «Исход в Иосафатову долину Страшного суда». Название почерпнуто из библейских строк: «Спешите и сходитесь, все народы окрестные, и соберитесь; туда, Господи, веди Твоих героев. Пусть воспрянут народы и низойдут в долину Иосафата; ибо там Я воссяду, чтобы судить все народы отовсюду» (Иоиль.3:11,12). В этом эскизе видно наследие полотен Александра Иванова и Михаила Нестерова, некоторых образцов классического итальянского искусства.
Однако в дальнейшем композиционный замысел картины изменяется от первоначальной абстрактной идеи с большим количеством библейских реминисценций, в сторону большей конкретики и реалистичности.
Судьба многих иерархов, запечатлённых Кориным в этюдах, окажется трагической в годы репрессий. «Мне трудно Вам объяснить, почему я писал это, но всё-таки я скажу, что трагедия моих персонажей была моей бедой. Я не смотрел на них со стороны, я жил с ними, и сердце моё обливалось кровью», — писал художник.

### Помощь Максима Горького
Считается, что второе название — «Русь уходящая», которое стало «прикрытием» для православного сюжета, предложил Максим Горький, посетивший мастерскую Корина 3 сентября 1931 года (как записал художник в своём дневнике).
Согласно воспоминаниям Корина, когда Горький впервые вошёл в новые помещения Корина и увидел его этюды к картине «Русь уходящая», он воскликнул:
Вы накануне написания замечательной картины. Напишите её, слышите, обязательно напишите! Вот большая мастерская, пишите, ни о чём не заботьтесь.
Благодаря покровительству пролетарского писателя Корин и получил свою мастерскую (бывшая прачечная), в которой и был установлен гигантский холст, получил поездки заграницу. Холст, по некоторым указаниям, соткали в Ленинграде по просьбе Горького.
Новое название, которое Горький дал работе Корина, наметило путь, по которому позднее пойдёт советское искусствоведение — восхваление картины как антирелигиозной пропаганды: «Это был мир, который ещё недавно владел сердцами миллионов русских людей, а ныне раздавленный, отброшенный революцией, агонизировал в предсмертных судорогах, отчаянно сопротивляясь новому… Они уходят из истории. Навсегда. Тени!» — писал С. Разгонов в 1982 году.
Сам Корин так формулировал причину, по которой Горькому понравилась картина, истинный смысл которой писатель не мог не понимать: «Люди эти — люди большой совести и большого духа, можно с ними не соглашаться, но в уважении им нельзя отказать. Горький был со мной согласен».
В 1931 году благодаря поддержке Горького Корин едет в Италию. Под впечатлением от композиций «Страшного суда» Микеланджело и Луки Синьорелли он делает множество карандашных набросков «Реквиема», а свою идею исхода в долину пишет на фоне итальянских пейзажей. Однако в итоге он от них отказывается. «Вместе с тем интонация включённости в эсхатологический всемирно-исторический контекст, возникшая в этих эскизах, превращается в более поздних композиционных решениях в скрытую драматургию».
Позднее Корин создаёт ещё один эскиз, ныне утраченный (известен по описанию в воспоминаниях Степана Чуракова). В нём художник перенёс действие в Россию, причём герои шествуют на фоне заснеженных гор.
В 1930-е Корин, опять-таки, благодаря покровительству Горького, получает возможность работать в Московском Кремле, делает фотосъёмку и натурные зарисовки интерьера. Вдохновлённый такой натурой, он создаёт вариант эскиза, где действие происходит на Соборной площади.
На окончательном варианте персонажи помещены в интерьер Успенского собора, а мотив шествия сменяется темой предстояния. Более того, судя по письму Нестерову, Корин сумел собрать некоторых из своих натурщиков в давно закрытом для верующих соборе: «Я здесь целый месяц на бумаге устраиваю смотры и вожу во главе с Михаилом Кузьмичом [Холмогоровым] своих хромых, слепых и убогих стариков по кремлёвским соборам и по площадям, наконец привёл их внутрь Успенского собора, где они на фоне величественной архитектуры выстроились в боевом торжественном порядке».

### Приостановка работ
Незадолго до смерти Горького, в 1936 году, Корин продал этюды «Всекохудожнику» (Всероссийскому союзу кооперативных товариществ работников изобразительного искусства). Впоследствии, опасаясь за их судьбу, Корин их выкупил обратно, причём в долг. По другим сведениям, от художника потребовали все этюды к «Реквиему» сдать, поскольку за них платили пенсию, некогда выхлопотанную Горьким; но Корин уговорил комиссию взять деньгами. В любом случае, известно, что сумму Корину пришлось выплачивать в течение 20 лет, отдавая за них заработки за другие свои произведения. «Продажа этюдов стала терзанием и ужасом моей жизни. В дальнейшем, когда писал портреты, эскизы, пейзажи — все они шли за долги. Я превратился опять в реставратора и преподавателя рисования. Мне 45 лет».
8 июня 1936 года покровитель художника Максим Горький скончался. К этому времени большинство портретных этюдов к картине были закончены. Однако смерть Горького поставила положение художника под угрозу.
8 декабря 1936 года Сталину поступил донос, касающийся Павла Корина, в котором Алексей Ангаров (Зыков) написал: «Корин утверждает, но весьма неуверенно, что вся эта коллекция мракобесов собрана им, чтобы показать их обречённость. Между тем никакого впечатления обречённости, судя по эскизам, он не создаёт. Наоборот, передаёт ненависть этих людей, по его замыслу, сильных, волевых, преисполненных готовности умереть за свои идеи». Началась травля Корина, пресса обвиняла его в том, что он «сделал попов героями-мучениками». В «Известиях» в апреле 1937 года были опубликованы две обличительные статьи, где Корин назван «реакционером»: «в его мастерской троцкистско-фашистская нечисть создала лабораторию мракобесия». Художник ожидал ареста.
В 1937 году в мастерскую пришла комиссия из Комитета по делам искусств и потребовала показать этюды. Картины Корина были сняты из экспозиции Третьяковской галереи.
Работать над картиной в таких условиях было трудно: «Нужно полное спокойствие нервов, а его нет. Я нашёл сюжет в 1925 году. Ношусь с ним с тех пор и должен писать».
В 1938 году у Корина решили отобрать мастерскую, но благодаря помощи писателя Алексея Толстого этого удалось избежать.
В 1944 году Корин присутствовал на отпевании умершего патриарха Сергия и зарисовал собравшихся архиереев. Среди них были архиепископ Лука (Войно-Ясенецкий) и митрополит Алексий (Симанский), который через несколько месяцев стал патриархом. Избрание Алексия прошло на Соборе в январе 1945 года — одном из главных событий в истории Русской Православной церкви с 1917 года, в котором впервые за годы советской власти участвовали патриархи и представители других автокефальных церквей, в том числе 4 митрополита, 13 архиепископов и 29 епископов. Корин присутствует на Собор, делая множество зарисовок. «Он изображает иностранных и русских иерархов, делая на полях рисунков короткие записи, в которых чувствуются его восторг и ощущение празднества: „31 января 1945 года. Открытие поместного Собора Православной Церкви. Я присутствовал на всех торжествах!“»
Тогда Корин делает набросок карандашом нового, записывая на полях цвета его парадного облачения. «Быстрые, подробные зарисовки, записи, уточняющие цвета, говорят о том, что Корин ещё думает о создании картины, однако по этим записям заметно, как меняется настроение художника — уходит ощущение обречённости Русской церкви».
После Великой Отечественной войны положение художника упрочилось, однако к холсту художник так и не подступился.
В 1948 году Корин рассказал о своём замысле патриарху Алексию, который согласился позировать. Состоялось несколько сеансов, но не очень продуктивных. В 1956 году Алексий и Корин договорились встретиться в Одессе, но инфаркт художника этому помешал. Кроме зарисовки с Собора, известны ещё два рисунка Корина, изображающие патриарха Алексия стоящим в парадной мантии и куколе и сидящим в том же облачении; оба датированы 1957 годом.
Дмитрий Жилинский вспоминал: «Я помню, как после окончания института мы — Оссовский, Коржев, Суханов и я — пришли к Корину и сказали: „Павел Дмитриевич, если вы хотите начать картину, мы готовы помочь…“». Эти слова свидетельствуют о том, что и в начале 1960-х годов молодые художники, знакомые Корина, считали возможным написание картины на заготовленном ещё в 1930-е годы холсте. Однако Корин отказался.
Генрих Гунн так объясняет невозможность для Корина написать финальную картину: «Разгадка в том, что коринские портреты, создаваемые как этюды к картине, на самом деле не были этюдами, а законченными произведениями, и слепить из них новую картину представлялось задачей. почти неразрешимой. В них самих уже всё было сказано, композиционная расстановка не прибавляла ничего».
1959 год считается концом окончания работы над произведением, хотя художник прожил до 1967 года. Именно «1959 годом» Корин подписал свой финальный эскиз, над которым работал с 1935 года.

## Финальный замысел

На финальном эскизе («Реквием») изображён интерьер кремлёвского Успенского собора. Это 22 апреля (5 мая) 1918 года — последняя пасхальная служба в Кремле, которую провёл викарий Московской епархии епископ Дмитровский Трифон (Туркестанов). Конкретно изображён момент окончания пасхальной литургии, по другим указаниям — начало, так как происходит каждение.
При этом допущены намеренные анахронизмы: в центре изображён Сергий (Страгородский) — патриарх только с 1943 года. Для его образа Корин воспользовался этюдом 1937 года, переписав мантию и головной убор, изменив его на патриарший куколь. Мантия — красного цвета, «хотя в РПЦ принят зелёный цвет патриаршей мантии. Корин не мог этого не знать. Вероятно, красную мантию, в которую он облачил патриарха Сергия, художник увидел на представителях Вселенского или Иерусалимского патриархата, прибывших в Москву на Собор 1945 года», пишут исследователи.
В Третьяковской галерее дают этому этюду такое описание: «Колористическое решение картины построено на контрасте насыщенных, светлых тонов центральной части и тёмных цветов, преобладающих в боковых группах персонажей. Минорные аккорды чёрного на флангах постепенно переходят в мажорную гамму центра, с ликующими аккордами красного и золота в обрамлении синевато-голубого тона».
По окончании эскиза к картине Корин записал в дневнике, что картина должна звучать на мотив «Святый Боже».

### Оценка
Стиль этюдов эволюционировал: ранние, 1920-х годов, безусловно реалистичны, написаны с натуры. В 1931 году Корин меняет манеру письма: и этюд Владимира Соколовского — почти метафизичен (по отзыву искусствоведов). «В дальнейшем такой художественный ход, по стилистике близкий модерну, был отклонён мастером, и последующие портреты 1930-х годов появляются на стыке натурного видения и эмоционального жеста. Отсюда, вероятно, и острота некоторых образов, доходящая в отдельных портретах цикла до гротеска».
Искусствовед Мария Чегодаева в 1993 году писала по поводу юбилейной коринской выставки: «…Явились на Крымскую набережную поразительные по мощи — не этюды, законченные холсты с фигурами в рост… и задали загадку, смутили душу. Уж очень непохожа „Русь уходящая“ на каноническую „Святую Русь“ русского искусства — с берёзками, свечками, с сияющими от святости старцами… Тёмная, грозная Русь Павла Корина — от мира сего. Крепко стоят на грешной русской земле мужики в рясах с жилистыми руками, с древними, домонгольскими славянскими лицами — удлинёнными, худыми, горбоносыми… Отец Сергий Успенский (младший) весь чёрный, только белая борода мочалкой и бледно-восковое лицо, орлиный нос, орлиный взгляд — профиль Ивана Грозного. Вспомнишь шаляпинского Кудеяра-атамана, что „в монастырь пошёл Богу и людям служить“, поскольку „у разбойника лютого совесть Господь пробудил“. (…) Такова судьба этой не ушедшей — убитой, сосланной, насильно расстриженной Руси? Чего ждут от нас эти лица, эти требовательные, жёсткие глаза, какого покаяния? Не смирения, не всепрощения, не христианской любви — так чего же? Кровавого возмездия? Работы до седьмого пота?..»
Искусствоведы Н. Александрова и В. Головина пишут, говоря о сложении Корина как одного из ключевых советских живописцев: «теперь можно с уверенностью утверждать, что именно работа над „Реквиемом“ стала той творческой лабораторией художника, где он создавал пластические и содержательные методы и приёмы, во многом определившие художественные новации в искусстве молодых художников-шестидесятников». В первую очередь они имеют в виду Виктора Попкова, Дмитрия Жилинского и Павла Никонова. В «образах, созданных для „Реквиема“, была запечатлена та историческая драма, свидетелем которой Корин стал в 1920—1940-х годах. Искусство высоких идеалов в эти годы, несомненно, утратило свою значимость, время диктовало новые правила, и, вероятно, Корин, стремясь остаться перед искусством честным, не счёл нужным следовать им. Однако мастер оставил современным зрителям уникальное художественное творение, своего рода модернистский проект, творческий замысел которого развивался от начальной идеи, наполненной духом исторических картин XIX века, к произведению постмодернистского художественного контекста».

## Этюды
Корин написал этюды с самых разных слоёв верующих Советской России — архимандритов и митрополитов, нищих, схимниц, юродивых.
Большинство из них находятся в Третьяковской галерее: некоторые приобретены у автора, основная часть получена по его завещанию, прочие приобретались позднее (например, «Реквием» куплен в 1968 году у Всесоюзного художественно-производственного комбината имени Е. В. Вучетича). Несколько предметов попали в музей по завещанию вдовы художника в 2003 году.

### Этюды по названиям
- «Интерьер с паникадилом. Интерьеры Успенского собора Московского Кремля» (1936, ГТГ, холст, масло, 53,5 x 65,5 см, инв. ЖС-585[20]).
- «Интерьер Успенского собора в Кремле. Этюд-фрагмент» (1936, ГТГ, холст, масло, 85 x 88,4 см, инв. ЖС-583[21]).
- «Интерьер церкви» (1930-е, ГТГ, холст, масло, 36 x 27,5 см, инв. ЖС-6744[22])
- «Исход в Иосафатову долину суда» (1928, ГТГ. бумага, акварель, 34,2 x 19 см, инв. РС-16115[9]). Прорисовка фрагмента композиции одного из первых вариантов композиции, которую автор называл «Исход в Иосафатову долину Страшного суда». На первом плане изображён Гервасий Иванович, рядом отроки-алтарники, протодьякон М. Холмогоров.
- «Реквием» (бумага, гуашь, темпера, 65 x 107,5. ГТГ, инв. РС-2324[18]). Датируется 1935—1959 годами. Финальный эскиз.

Портретные этюды
1. «Арсений, митрополит Новгородский» (1933, ГТГ, холст, масло, 169,5 x 90, инв. ЖС-829[23]). Портрет остался недописанным. См. ниже — Арсений (Стадницкий).
2. «Архимандрит Владимир. Недописанный этюд» (1926, ГТГ, холст, масло, 107 x 71 см, инв. ЖС-580[24]). См. ниже — Владимир (Соколовский).
3. «Архиепископ Владимир (Соколовский). Этюд» (1931, ГТГ, холст, масло, 190 x 97 см, инв. ЖС-6715[25]). См. ниже — там же.
4. «Архимандрит (Отец Никита)» (1936, ГТГ, холст, масло, 205 x 107 см, инв. ЖС-565[26]). См. ниже — Никита (Курочкин).
5. «Гервасий Иванович» (1925, ГТГ, холст, масло, 71 x 57,5 см, инв. ЖС-581[27]). См. ниже в разделе «Фамилии неизвестны».
6. «Иеромонах и епископ», «Двое», он же — «Иеромонах Пимен и епископ Антонин» (ГТГ, 1935, холст, масло, 207 x 108, инв. ЖС-564[28]). Изображены иеромонах Пимен (позднее патриарх Московский и всея Руси) — см. ниже; и неизвестный епископ. Относительно личности епископа в настоящее время существует несколько предположений, которые основаны на двух вариантах прочтения имени епископа, указанного Кориным на обороте — «Антони…»[29]. По одной версии это «Антонин», тогда изображённым может быть Антонин (Грановский), скончавшийся, однако, ещё в 1927 году[28]. Второй вариант имени — «Антоний», но подобрать к нему кандидатуру, по мнению ГТГ, невозможно: в современной исследовательской литературе известно несколько иерархов с этим именем, служивших в 1920—1930-е годы (в частности, Антоний Миловидов, Антоний Панкеев, Антоний Романовский и др.), однако ни один из них не имел прямого отношения к тому кругу лиц, который избрал Корин для позирования[29]. В финальном эскизе обе фигуры помещены той же группой в левой части картины.
7. «М. К. Холмогоров» (1929, ГТГ, холст, масло, 71 x 67,2 см, инв. ЖС-572[30]). Изображён с длинными волосами, погрудный. См. ниже — Михаил Холмогоров.
8. «Протодиакон Михаил Кузьмич Холмогоров» (1933, ГТГ, холст, масло, 217,5 x 197 см, инв. ЖС-828[31]). В праздничном облачении.
9. «Протодиакон Холмогоров» (ГТГ, 1935, холст, масло, 224,5 x 106 см, инв. ЖС-569[32]). Полноростовой.
10. «Митрополит Сергий» (1937, ГТГ, холст, масло, 242 x 137 см, инв. ЖС-570[33]). См. ниже — Сергий (Страгородский).
11. «Митрополит Трифон», «Митрополит Трифон, в миру князь Туркестанов. Этюд» (1929, ГТГ, холст, масло, 123,5 x 68 см, инв. ЖС-578[34]). См. ниже — Трифон (Туркестанов).
12. «Молодая монахиня» (1935, ГТГ, холст, масло, 203 х 100 см, инв. ЖС-566[35]). См. ниже — Татьяна Николаевна Протасьева.
13. «Молодой иеромонах», «Молодой иеромонах Алексий» (1931, ГТГ). См. ниже — Алексий (Сергеев).
14. «Молодой монах — отец Фёдор» (1932, ГТГ, холст, масло, 196 x 73,5 см, инв. ЖС-563[36]). См. ниже — Феодор (Богоявленский).
15. «Нищий» (1933, ГТГ, холст, масло, инв. ЖС-577[37]). См. ниже — в разделе «Фамилии неизвестны».
16. «Отец Алексий из Палеха» (1931, ГТГ, холст, масло, 192 x 92 см, инв. ЖС-582[38]). См. ниже — в разделе «Фамилии неизвестны».
17. «Отец и сын» (1931, ГТГ, холст, масло, 204 х 142 см, инв. ЖС-561[39][40]). См. ниже — Сергей Михайлович и Станислав Сергеевич Чураковы.
18. «Отец Иван — священник из Палеха» (1931, ГТГ, холст, масло, 142 x 89, инв. ЖС-831[41]). См. ниже — в разделе «Фамилии неизвестны».
19. «Отец Сергий Успенский (младший)» (1931, ГТГ, холст, масло, 196,5 x 75, инв. ЖС-575[1]). См. ниже — Сергий (Успенский-младший).
20. «Отец Сергий Успенский (старший)». (1929, ГТГ, холст, масло, 142 x 75 см, инв. ЖС-826[42]). См. ниже — Сергий (Успенский-старший).
21. «Протоиерей Василий Фёдорович Соболев» (1930, ГТГ, холст, масло, 142,8 x 89,5 см, инв. ЖС-576[43]). См. ниже — Василий Фёдорович Соболев.
22. «Священник у аналоя со свечой» (1931). Личность изображённого неизвестна. На основании свидетельства вдовы художника принято считать, что он читает «Великий покаянный канон» Андрея Критского, обычно читаемый в первую и пятую седмицу Великого поста[14].
23. «Слепой» (1931, ГТГ, холст, масло, 173 x 102,5 см, инв. ЖС-568[44]). См. ниже — Данила.
24. «Схимоигуменья» (ГТГ, 1935, холст, масло, 145 x 75 см, инв. ЖС-567[45]). См. ниже — Фамарь (Марджанова).
25. «Схимница», «Схимонахиня», «Схимница мать Серафима из Ивановского монастыря в Москве» (1930, ГТГ, холст, масло, 142 x 83,5 см, инв. ЖС-579[46]). Изображена схимница из Ивановского монастыря Москвы, её личность не установлена. Существует предположение, что изображена тайная монахиня, схимница Серафима (Лидия Дмитриевна Крылова). На финальном эскизе она изображена на первом плане справа, рядом с калекой-нищим[46].
26. «Схимница из Вознесенского Кремлёвского монастыря в Москве» (1933, ГТГ, холст, масло, 175 x 94 см, инв. ЖС-573[47]). Личность изображённой неизвестна. По одной версии, это — игуменья Евгения (Екатерина Алексеевна Виноградова), которая в 1910-х годах была последней настоятельницей Вознесенского женского монастыря в Кремле. Дата смерти неизвестна[48]. По другой версии, основанной на сведениях А. Н. Сергеевой[14], изображена Екатерина Дмитриевна Крылова (1868—1949), в монашестве Нина, в схиме Мария, сестра Лидии Дмитриевны Крыловой, которая, предположительно, изображена на портрете схимницы из Ивановского монастыря[47]. На финальном эскизе изображена в правой группе, позади Татьяны Протасьевой и Фёдора Богоявленского.
27. «Схимник. Отец Агафон» (1932, ГТГ, холст, масло, 175 x 94 см, инв. ЖС-827[49]) — см. ниже: Агафон.
28. «Схимоиегумен Митрофан и иеромонах Гермоген» (1933, ГТГ, холст, масло, 203 x 134,5 см, инв. ЖС-562[50]). Митрофан и Гермоген — см ниже.
29. «Трое» (1935, ГТГ, холст, масло, 189 x 108 см, инв. ЖС-560[51]). Изображены: в центре Мария Николаевна Елагина, слева — Софья Михайловна Голицына. Обе — см. ниже. Личность женщины, изображённой справа — не установлена. В финальном эскизе тройной портрет вписан в композицию целиком.

### Список изображённых лиц
Личности некоторых изображённых известны по пометкам художника на холсте и из его текстов, также по воспоминаниям его вдовы. Другие установлены в результате исследований сотрудников ГТГ.
- Агафон, схимник — Александр Александрович Лебедев (в постриге Игнатий) (1884—1938). Умер в колонии; преподобномученик. Есть отдельный этюд «Схимник. Отец Агафон» (1932, ГТГ). На финальном эскизе изображён в левой группе у амвона, рядом со слепым Данилой[14][52].
- Алексий (Сергеев) (1899—1968). Репрессирован не был, давал показания на других священников. Существует отдельный этюд — «Молодой иеромонах Алексий» (1931, ГТГ). В финальном эскизе изображён по правую руку от блаженного слепца Данилушки[52].
- Алексий (Симанский) (1877—1970), патриарх в 1945—1970 годы. Изображён только на финальном эскизе — лицо в центральной группе, рядом с патриархом Тихоном и Сергием Страгородским[14]. Сохранились рисунки Корина[8].
- Арсений (Стадницкий) (1862—1936), митрополит Новгородский. Умер в ссылке. Изображён на отдельном этюде «Арсений, митрополит Новгородский», который остался незаконченным, возможно, по той причине, что Арсений оказался в ссылке (1933, ГТГ). В финальном эскизе изображён на амвоне, за патриархом Сергием.
- Василий Фёдорович Соболев, протоиерей. Есть отдельный этюд «Протоиерей Василий Фёдорович Соболев» (1930, ГТГ). Один из священников Храма Христа Спасителя. Служил в начале 1930-х годов в соборе Богоявления в Елохове. Арестован и расстрелян в 1938 году[48]. На финальном эскизе, по мнению сотрудников ГТГ, не изображён[14], хотя его профиль просматривается в толпе позади Фамари[48].
- Владимир (Соколовский-Автономов) (1852—1931), архиепископ. В блокнотах Корина сохранились рисунки, сделанные с митрополита Владимира во время богослужения, самый ранний — 1917 года[25]. Изображён на двух портретах, исполненных в разные годы: более ранний и проработанный — «Архимандрит Владимир. Недописанный этюд» (1926, ГТГ), и незавершённый «Архиепископ Владимир (Соколовский). Этюд» (1931, ГТГ). На финальном эскизе, возможно, изображён справа от схиигумена Митрофана (Тихонова)[14].
- Гермоген (Лисицын). Долгое время было известно только имя. По воспоминаниям прихожанки Высоко-Петровского монастыря монахини Игнатии (Петровской), иеромонах Гермоген управлял правым хором[50]. Новейшие исследования помогли восстановить его фамилию и биографию — это игумен Гермоген (Лисицын) из Высоко-Петровского монастыря, он же монах Иоанн (Иван Семёнович Лисицын)[16][53]. Арестован 20 апреля 1934 года, после ссылки с начала октября 1937 г. он служил дьячком, то есть псаломщиком, в селе Возмище Волоколамского района (ныне в черте города) в храме Рождества Пресвятой Богородицы, вновь арестован в 1937 году. Расстрелян на Бутовском полигоне[16]. Изображён на этюде «Схимоиегумен Митрофан и иеромонах Гермоген». В финальный эскиз из того этюда Корин включил только фигуру Митрофана.
- Мария Николаевна Елагина (ум. в начале 1930-х годов). Постриглась в монашество в молодости, пережив несчастную любовь. Имя в постриге неизвестно[13]. Сестра Екатерины Николаевны Елагиной — известного советского геолога[13]. Продолжала открыто носить монашескую одежду в 1920-х годах. По характеристике знавших её — «тихая старушка». Погибла зимой 1931 или 1932 года, попав под трамвай[51]. Изображена на этюде «Трое» (1935, ГТГ). В финальном эскизе тройной портрет вписан в композицию целиком.
- Митрофан (Тихонов), игумен (в миру Михаил Тихонович Тихонов[13]). Был одним из духовных наставников последних тайных монашеских общин в Москве в 1920-30-е годы. Принял монашеский постриг в Смоленской Зосимовой пустыни, после её закрытия перешёл в Высоко-Петровский монастырь в Москве (официально закрыт, но храмы продолжали действовать). В 1930 году арестован «за разжигание религиозных предрассудков» и сослан в Северный край, в 1932 году освобождён. В 1935 году, в период массовых арестов в тайной общине Высоко-Петровского монастыря, вновь арестован и выслан в Каширу, где служил во Фроловской церкви. В 1941 году арестован, умер под арестом в середине 1940-х годов[50]. Изображён на этюде «Схимоиегумен Митрофан и иеромонах Гермоген» (1933, ГТГ).
- Михаил Кузьмич Холмогоров (1870—1951[14]), протодьякон. При подготовке картины Корин сделал три его портрета — с длинными волосами «М. К. Холмогоров» (1929, ГТГ); в парадном облачении «Протодиакон Михаил Кузьмич Холмогоров» (1933, ГТГ); и полноростовой «Протодиакон Холмогоров» (ГТГ, 1935). Также существует профильный портрет в светской одежде. Сразу два из этюдов вошли в финальный эскиз: вариант 1933 года — в центре, на амвоне, рядом с митрополитом Трифоном, а вариант 1935 года — в группе персонажей в правой части картины, рядом с о. Фёдором. Также изображён на рисунке в рисунке «Исход в Иосафатову долину суда» рядом с Гервасием. Холмогоров — один из ключевых персонажей замысла картины.
- Никита (Курочкин) (в миру Николай Николаевич Курочкин-Степанов) (1889—1937[14]), архимандрит. Один из духовных наставников тайной монашеской общины Высоко-Петровского монастыря. В 1924 году был арестован и приговорён к ссылке. После возвращения служил в церкви преподобного Сергия Радонежского на Большой Дмитровке. В 1930 году был опять арестован и сослан в Северный край. После возвращения из ссылки служил в Знаменской церкви села Ивановского под Волоколамском, где после ареста схиархимандрита Игнатия (Лебедева) становится духовником Ивановской женской монашеской общины[26]. Отдельный этюд — «Архимандрит (Отец Никита)» (1936, ГТГ). Также относится к группе «Басов-профундо»[26]. На финальном эскизе изображён в правой группе иерархов, рядом с Митрофаном.
- Пётр (Полянский) (1862—1937), митрополит Крутицкий. Расстрелян. Изображён только на финальном эскизе — в центральной группе персонажей, рядом с митрополитом Арсением Стадницким[14].
- Пимен (Извеков) (1910—1990), иеромонах, патриарх в 1971—1990 годах. Изображён в этюде «Иеромонах и епископ» (1935, ГТГ), см. выше. Вдова художника Прасковья Корина помогла идентификации, а также сообщила, что рисунок Корина, подписанный «Молодой монах. Регент. Церковь св. блаж. Максима чудотворца, на Варварке. Всенощная. 10/23 ноября 1926 года», также написан с будущего патриарха[54].
- Сергей Михайлович и Станислав Сергеевич Чураковы. Сергей (1885—1949) — художник, мастер деревянной скульптуры, в 1910-х годах — один из последователей толстовского учения. Станислав (1909—1985) — его сын, художник, ученик Корина, реставратор, в 1960-70-е возглавлял реставрационные мастерские ГМИИ[4]. Изображены на этюде «Отец и сын» (1931, ГТГ). На финальном эскизе изображены в правой группе, позади схимницы Серафимы.
- Сергий (Сребрянский) (1870—1948), архимандрит. Изображён только на финальном эскизе — в левой группе, рядом с о. Алексием из Палеха[14].
- Сергий (Страгородский) (1867—1944), митрополит, в 1943—1944 годах патриарх, до этого местоблюститель. Есть отдельный этюд (1937, ГТГ). Этот этюд входит в ряд портретов, которые Корин называл «басы-профундо», подразумевая мощные, выразительные образы духовенства[33]. На финальном эскизе изображён в центральной группе, на амвоне, рядом с патриархом Тихоном.
- Сергий (Успенский-старший), протоиерей (Сергей Васильевич, 1852 или 4—1930[55]). Был настоятелем храма Спаса Преображения на Песках на Арбате с 1880 по 1930 год и старшим благочинным Москвы[42]. Был избран заместителем председателя Совета объединённых приходов Москвы и губернии А. Ф. Самарина[13]. Арестован в 1919 году, осуждён на 15 лет, срок заменён на условный. В марте 1922 года повторно арестован в ходе кампании по изъятию церковных ценностей, был обвинён в организации «преступного сообщества», возглавляемого патриархом Тихоном, и в призывах к сопротивлению властям. Приговорён к 10 годам лишения свободы с конфискацией имущества и поражением в правах на пять лет. 16 февраля 1923 г. наказание было заменено на условное освобождение в связи с преклонным возрастом отца Сергия[13]. Умер своей смертью[19]. Существует отдельный этюд (1929, ГТГ). На финальном эскизе не изображён.
- Сергий (Успенский-младший), протоиерей, племянник предыдущего (Сергей Михайлович, 1878 — 19 декабря 1937). Уроженец Можайска, сын местного священника. Закончил Московскую духовную семинарию, до 1902 года служил там надзирателем. Имел отличный голос. Преподавал в церковно-приходской школе при московской Клементовской церкви. Впервые арестован в 1919 году. Расстрелян[19]. Священномученик. Согласился позировать по просьбе Нестерова. Позировал в церкви в Спасо-Песковском переулке, где, как и дядя, служил — с 1929 года. Существует отдельный этюд (1931, ГТГ). На финальном эскизе изображён у правого края эскиза рядом с епископом Антонином[1].
- София, схиигуменья — преподобная София Шамординская (София Михайловна Болотова). Духовная дочь преп. Амвросия Оптинского, первая настоятельница Казанской Амвросиевской женской пустыни в Шамордине. В 1987 году причислена к лику местночтимых святых Тульской епархии. Изображена на финальном эскизе позади Софьи Голицыной. Единственный персонаж на картине — не из современников Корина, подготовительный рисунок был сделан им с фотографии[13].
- Софья Михайловна Голицына[51] (ур. Мейнен[48], 1903, Епифань, Тульская губерния — 1982). Сестра друга Корина — художника В. М. Голицына[13] .Н е была монахиней. Училась на химико-фармацевтическом факультете МГУ, была отчислена из-за происхождения. МВыслана в Дмитров. уж — Виктор Александрович Мейен, был арестован и погиб в лагерях. в 1941 Осталась с тремя детьми. Во время ВОВ вернулась в Москвы, стала разнорабочей в Ботаническом саду. Позднее работала машинисткой, всё свободное время проводя на службах в храме Ильи Обыденного[48]. Затем редактором в журнале "Доклады Академии наук[13][56]. Изображена на этюде «Трое» (1935, ГТГ). В финальном эскизе тройной портрет вписан в композицию целиком.
- Татьяна Николаевна Протасьева (1904, Петрозаводск — 1987) — историк, исследовательница церковнославянских рукописей, тайная монахиня, духовная дочь схиигуменьи Фамари[13]. Дочь губернатора Олонецкого края. В начале 1920-х годов ушла в Серафимо-Знаменский скит послушницей, где стала духовной дочерью м. Фамари. В 1927 году приняла постриг с именем Татиана. Арестована в 1930 году, освобождена через два года, стала служить певчей в храме Ильи Обыденного на Остоженке. Работала реставратором тканей в ГИМ, затем перешла в отдел рукописей. В 1974 году приняла тайный монашеский постриг с именем Фамарь[13]. Существует отдельный этюд — «Молодая монахиня» (1935, ГТГ)[14]. На финальном эскизе изображена в правой части экспозиции, рядом с м. Фамарью и о. Фёдором. Личность изображённой на этюде установлена недавно.
- Тихон (Белавин) (1865—1925), патриарх в 1917—1925 годах. Изображён только на финальном эскизе — в центральной группе, рядом с Алексием I Симанским и Сергием Страгородским[14]. Написан по фотографии[8].
- Трифон (Туркестанов) (1861—1935), митрополит. Существует отдельный этюд — «Митрополит Трифон, в миру князь Туркестанов. Этюд» (1929, ГТГ). На финальном эскизе изображён в центре композиции, в первом ряду центральной группы, сходящей с амвона Успенского собора, рядом с протодьяконом Холмогоровым, перед патриархом Сергием Страгородским[14].
- Фамарь (Марджанова) (1869—1936), схиигуменья. Преподобноисповедница. Существует отдельный этюд «Схимоигуменья» (ГТГ, 1935). В альбомах Корина сохранилось два рисунка, сделанных к портрету, с датой 30 октября 1935 г. В финальном эскизе изображена в правой части экспозиции, рядом с Татьяной Протасьевой, своей духовной дочерью.
- Феодор (Богоявленский), (1894—1943, отчество — Васильевич), иеромонах. Монах тайного братства Высоко-Петровского монастыря. Скончался в тюрьме, преподобномученик. В 1933 году в записной книжке (№ 8, ГТГ) Корин сделал натурный карандашный рисунок «Трое», где изобразил о. Фёдора вместе с о. Алексием Сергеевым и о. Агафоном Лебедевым[29]. Существует отдельный этюд «Молодой монах — отец Фёдор» (1932, ГТГ). На финальном эскизе — в правой группе, рядом с Холмогоровым. Его же позднее Корин изобразил в триптихе «Александр Невский» (1942—1943) в образе молодого русского воина (центральная фигура правой части)[29].

#### Фамилии неизвестны
- Алексий, священник из Палеха. Личность не установлена. Есть отдельный этюд «Отец Алексий из Палеха» (1931, ГТГ). Судя по записям Корина[48], настоятель храма Иоанна Златоуста в селе Красново близ Палеха, его сын покончил с собой[38]. Достоверных сведений об обстоятельствах жизни священника в настоящее время не найдено[14]. В финальном эскизе изображён в левой группе, рядом с Гервасием Ивановичем, позади женщин с этюда «Трое».
- Гервасий Иванович, старик. Фамилия утрачена. Из записок художника известно, что ему было 108 лет, прослужил в армии 27 лет, воевал в Севастополе, на Кавказе, в Туркестане, на Балканах, участвовал в «усмирении Польши», был кавалером всех четырёх степеней ордена Святого Георгия, кавалером ордена Святой Анны[57]. Осенью этого же года старец скончался после операции. Корин выполнил с него несколько натурных рисунков. Есть отдельный этюд «Гервасий Иванович» (1925, ГТГ), а также карандашные рисунки (например, 1925, ГТГ, инв. РС-16114[57]). Образ входит в группу ключевых персонажей и неизменно присутствует во всех вариантах эскизов картины[57], например, в рисунке «Исход в Иосафатову долину суда». На финальном эскизе изображён в левой части композиции, недалеко от Царских врат, вместе с о. Алексием из Палеха и иеромонахом Алексием (Сергеевым)[14].
- Данила (Данилушка), блаженный, по записи Корина[29] — «Данило слепой» — слепой певчий. В 1920-е — начале 1930-х годов служил в Москве в храмах Высоко-Петровского монастыря (Сергия Радонежского и Боголюбской иконы), а также в церкви Рождества Богородицы в Путинках, управлял хором на левом клиросе. Ослеп после детской болезни, в возрасте 6-7 лет, и читал во время службы всё по памяти[44]. Изображён на этюде «Слепой» (1931, ГТГ). На финальном эскизе изображён в левой группе, между архимандритом Алексием и схимником Агафоном.
- Иван, священник из Палеха. Установить личность изображённого не удалось[41]. Предположительно — отец Иоанн (Иван Степанович Рождественский; 1872—1922)[14], настоятель Крестовоздвиженской церкви в селе Палех, создал в своём храме своеобразный культурный и духовный центр. В 1922 году был приговорён к смертной казни Выездной сессией Верховного трибунала ВЦИК в Иваново-Вознесенске. Расстрелян. Канонизирован в 2000 в лике священномучеников[48]. Отдельный этюд «Отец Иван — священник из Палеха» (1931, ГТГ). На финальном эскизе не изображён.
- Нищий (1933, ГТГ). Личность не установлена. Побирался на паперти Дорогомиловского собора. На финальном эскизе изображён автором, как самый ближний к зрителю персонаж на первом плане[37].
- Священник у аналоя со свечой — см. одноимённый этюд. Личность не установлена. На финальном эскизе этот неизвестный не изображён.

#### Предположительно
- Антонин (Грановский) — см. этюд «Иеромонах и епископ»[29].
- Серафима (Лидия Дмитриевна Крылова) — см. этюд «Схимница».
- Евгения (Екатерина Алексеевна Виноградова) — см. этюд «Схимница из Вознесенского Кремлёвского монастыря в Москве»
- Екатерина Дмитриевна Крылова — см. там же.
- Иван Степанович Рождественский — см. Иван, священник из Палеха.